# Trattato di Żurawno
Il trattato di Żurawno (turco: İzvança Antlaşması) fu firmato il 17 ottobre 1676 nella città di Żurawno (o İzvança, come veniva chiamata durante l'occupazione ottomana della Podolia), all'indomani della battaglia di Żurawno.
Il trattato, firmato dal Confederazione polacco-lituana e dall'Impero ottomano, pose fine alla seconda fase della guerra polacco-ottomana (1672–76). Esso revisionò il trattato di Bučač del 1672 ed era più favorevole al Confederazione che non dovette più pagare tributi, e riguadagnò circa un terzo dei territori ucraini persi nel Trattato di Bučač. Stabilì inoltre che ai tartari di Lipka che fosse data la libera scelta individuale nel voler servire l'Impero Ottomano o la Confederazione polacco-lituana.
Per ratificare il trattato, la Confederazione invitò a Costantinopoli Jan Gninski, il voivoda del Voivodato di Chelmno. Vi rimase nel 1677-1678, ma nel frattempo il Sejm polacco si rifiutò di ratificare il documento. Poco dopo scoppiò la guerra austro-turca. Dopo la Pace di Karlowitz, la Podolia ritornò alla Polonia.